# Giro delle Fiandre 1949
Il Giro delle Fiandre 1949, trentatreesima edizione della corsa, fu disputato il 10 aprile 1949, per un percorso totale di 260 km. Fu vinto dall'italiano Fiorenzo Magni, al traguardo con il tempo di 7h21'00", alla media di 35,370 km/h, davanti a Valère Ollivier e Briek Schotte.
I ciclisti che partirono da Gand furono 225; coloro che tagliarono il traguardo a Wetteren furono 32.

## Ordine d'arrivo (Top 10)
| Pos. | Corridore             | Squadra            | Tempo    |
| ---- | --------------------- | ------------------ | -------- |
| 1    | Fiorenzo Magni        | Wilier Triestina   | 7h21'00" |
| 2    | Valère Ollivier       | Bertin-Wolber      | s.t.     |
| 3    | Briek Schotte         | Alcyon-Dunlop      | s.t.     |
| 4    | Ernest Sterckx        | Alcyon-Dunlop      | s.t.     |
| 5    | Raymond Impanis       | Alcyon-Dunlop      | s.t.     |
| 6    | André Declerck        | Bertin-Wolber      | s.t.     |
| 7    | Louis Caput           | Olympia-Dunlop     | s.t.     |
| 8    | Lode Anthonis         | Erka               | s.t.     |
| 9    | Maurice Diot          | Mercier-Hutchinson | s.t.     |
| 10   | Martin van den Broeck | Starnord-Wolber    | s.t.     |